# Anthidiellum eiseni
Anthidiellum eiseni är en biart som först beskrevs av Cockerell 1913.  Anthidiellum eiseni ingår i släktet Anthidiellum och familjen buksamlarbin. Inga underarter finns listade i Catalogue of Life.